# Transgen

Steagul persoanelor transgender

Persoanele transgen (adaptat din engleză : transgender), sau în forma prescurtată „trans”, au o identitate de gen care diferă de cea tipic asociată sexului biologic înnăscut , numită în limbaj medical incongruență (disforie) de gen.
Există trei tipuri de identități de gen: cisgen, transgender și non-binar, identități observate la oameni, precum și la alte animale. Se estimează că 0,2-3,5% din populația globului se identifică drept transgender sau non-binar. Opusul termenului transgender este cisgender (pe scurt persoane cis), care descrie persoane ale căror identități de gen sau expresii se potrivesc cu sexul lor atribuit la naștere.      
Transgen nu are legătură cu orientarea sexuală. Identitatea de gen, sexul, exprimarea de gen si orientarea sexuală și romantică sunt distincte, însă pot exista combinații între acestea la un individ. Transgen nu are legătură cu persoanele care practică travesti. (care e o exprimare de gen, nu o identitate de gen). Termenul este de asemenea distins de intersex, un termen care descrie oameni născuți cu caracteristici sexuale fizice "care nu intră în tiparul obișnuit al noțiunilor binare ale corpurilor masculine și feminine". 
Tranziția se referă la procesul de afirmare a identității de gen a persoanei în plan social, medical și/sau legal. Este un proces complex și lung, ce variază de la persoană la persoană. Poate include:     
- Tranziție socială: comunicarea identității de gen către familie, prieteni și colegi, folosirea unui nume diferit și/sau pronume noi; îmbrăcăminte diferită.
- Tranziție legală: schimbarea numelui și/sau a genului în documentele legale precum cartea de identitate.
- Tranziție medicală: terapie hormonală; și posibil (deși nu întotdeauna) unul sau mai multe tipuri de intervenții chirurgicale

Este important de reținut că a fi trans nu depinde de aspectul fizic sau de procedurile medicale. O persoană se poate numi transgender în momentul în care realizează că identitatea sa de gen este diferită de sexul care i-a fost atribuit la naștere. Este posibil ca unele persoane trans să nu simtă nevoia de a lua nicio măsură de tranziție, în timp ce altele ar putea dori să facă tranziția, dar nu o pot face din cauza costurilor, a afecțiunilor medicale subiacente și/sau a temerii de consecințe din partea familiei, angajatorilor transfobi etc. Este recomandată evitarea expresiei „schimbare de sex” și a folosirea în loc a „procedură de afirmare a genului”.

## Disforie/Incongruență de gen
Incongruența de gen este definită conform ICD 11 drept o incongruență marcantă și persistentă între identitatea de gen interioară a unei persoane și sexul atribuit la naștere, în timp ce Disforia de gen, conform DSM-5, este disconfortul produs de Incongruența de gen, fiind un efect nu o cauză. Disforia de gen adesea se diminuează odată cu parcurgerea tranziției. Termenii sunt adesea folosiți intercalat.    
Identitatea de transgen nu este considerată o boală mintală.  Însă, disforia de gen apare și datorită invalidării identității de transgen de către familie și/sau societate. Psihologii consideră că tranziționarea e o nevoie psiho-emoțională. Disforia de gen nu e sinonimă cu incongruența de gen. Exprimarea de gen începe după vârsta de 3 ani.
Gradul în care indivizii se simt autentici și confortabili cu aspectul lor exterior și își acceptă identitatea lor autentică se numește congruență transgenică sau congruență de gen. Multe persoane trans suferă din cauza disforiei de gen, și unele caută tratamente medicale cum ar fi terapia de înlocuire a hormonilor, operații pentru confirmarea(afirmarea) genului, sau psihoterapie. Nu toate persoanele trans își doresc aceste tratamente, iar unele nu le pot urma din motive financiare sau medicale.

## Transsexual sau transgender
Unele dintre persoanele transgender care își doresc să tranziționeze prin mijloace medicale se identifică ca transexuale. Termenul transexual este mai vechi provenind din comunitățile medicale și psihologice și poate avea sens peiorativ. Este recomandată folosirea termenului doar ca adjectiv (de exemplu: persoană transsexuală) și doar dacă o persoană îl preferă. 
Transgender, des prescurtat trans, este de asemenea un termen umbrelă ce, pe lângă oameni a căror identitate de gen este opusă sexului atribuit la naștere (bărbați trans și femei trans), mai poate include persoane care nu sunt exclusiv masculine sau feminine (persoane care sunt nonbinare sau genderqueer, incluzând identități bigender, pangender, genderfluid, sau agender), neexistând o singură definiție. Alte definiții ale cuvântului transgender includ oameni care aparțin unui al treilea gen, sau altfel conceptualizează persoanele trans ca pe un al treilea gen.
Identitatea de gen nu are legătură cu reproducerea sexuată. O persoană cisgen, transgen sau non-binară poate avea sau nu copii biologici. Sexul reproducător nu necesită o identitate de gen specifică, în timp ce reproducerea necesită doar un singur act de copulare pentru a fertiliza ovulul prin spermatozoizi. Unele persoane transgen își criogenează gameții (spermatozoizi sau ovule) pentru crearea de progenituri ulterior în decursul vieții, altele au făcut progenituri înainte de tranziție, altele nu doresc sau adoptă.
Distincțiile între termenii transgender și transsexual sunt des bazate pe deosebirea dintre gen (care e psihologic, social) și sex (care e fizic). Astfel se poate spune că transsexualitatea are de-a face mai mult cu aspectele fizice ale sexului unei persoane, în timp ce termenul "transgender" are de-a face cu genul al unei persoane, și de asemenea cu așteptările din partea societății care pot acompania anumite roluri de gen. Multe persoane transgender refuză să utilizeze pentru sine termenul de transsexual. Christine Jorgensen a refuzat în mod public termenul de transsexual în 1979 și în schimb s-a identificat în presă drept persoană transgen, zicând că "genul nu trebuie să aibă de-a face cu partenerii de dormitor, trebuie să aibă de-a face cu identitatea." Asta se referă la grija că termenul transsexual ar putea implica ceva de-a face cu sexualitatea, când de fapt are de-a face cu identitatea de gen.
Unele persoane transsexuale nu își doresc să fie cuprinse sub umbrela termenului transgender. În cartea sa Transgender, an Ethnography of a Category („Transgender, o etnografie a unei categorii”), antropologul David Valentine afirmă că termenul transgender a fost inventat și utilizat de activiști pentru a include multe persoane care nu se identifică neapărat cu termenul și spune că persoanele care nu se identifică cu termenul nu ar trebui să fie incluse în spectrul transgender. Leslie Feinberg de asemenea afirmă că termenul transgender nu este un termen utilizat pentru a te descrie pe tine însuți (pentru anumite persoane), ci o categorie impusă de către observatori pentru a înțelege alți oameni.
Programul pentru Sănătatea Persoanelor Transgender (Transgender Health Program - THP) de la Fenway Health, Boston, observă că nu există vreo definiție universal acceptată, și că există multă confuzie pentru că termeni care erau populari la începutul secolului 21 pot fi priviți acum drept jignitori. THP recomandă ca medicii să-și întrebe clienții despre terminologia pe care o preferă, și să evite termenul transsexual dacă nu sunt siguri că clientul lor este confortabil cu acesta.

## Comunitatea LGBT

Simbolul transgender, o combinație a semnelor masculine și feminine, cu un al treilea braț care reprezintă persoanele nonbinare.

Conceptul de identitate de gen diferă de acela de orientare sexuală. Persoanele transgen au aproximativ aceeași varietate de orientări sexuale ca persoanele cisgen. În trecut, termenii homosexual și heterosexual erau incorect folosiți pentru a descrie orientarea sexuală a persoanelor transgen pe baza sexului de la naștere. Literatura profesională deseori folosește termeni precum atras de bărbați (androfil), atras de femei (ginefil), atras de ambele (bisexual), sau atras de niciuna (asexual) pentru a descrie orientarea sexuală a unei persoane fără a face referire la identitatea acesteia de gen. Terapeuții ajung să înțeleagă necesitatea de a utiliza termeni ce respectă identitățile de gen și preferințele clienților lor. De exemplu, o persoană care are sexul masculin atribuit la naștere, tranziționează către un gen feminin, și este atrasă de bărbați ar fi clasificată drept heterosexuală.
În ciuda distincției dintre orientarea sexuală și gen, de-a lungul istoriei subcultura gay, lesbiană, și bisexuală era deseori singurul loc unde persoanele cu identități de gen diferite de cele de la naștere erau acceptate din punct de vedere social în rolul de gen căruia simțeau că-i aparțineau, mai ales în perioada când tranziția legală sau medicală era aproape imposibilă. Această acceptare are o istorie complexă. La fel ca în lumea largă, comunitatea gay din țările vestice de obicei nu făcea diferența dintre sex și identitatea de gen până în anii 1970, și deseori percepea persoanele cu identități de gen diferite de cele de la naștere mai mult ca pe niște homosexuali care se comportau într-un mod neconformist în loc să le vadă ca pe niște persoane care pur și simplu nu se conformează cu așteptările societății în legătură cu genul lor. În plus, rolul comunității transgender în istoria drepturilor LGBT este des neluat în seamă, așa cum se poate vedea în Transforming History ("Transformând Istoria").

### Orientarea sexuală a persoanelor transgen
În 2015, the Centrul Național American pentru Egalitatea Persoanelor Transgen (American National Center for Transgender Equality) organizat un Studiu Național despre Discriminarea Persoanelor Transgen (National Transgender Discrimination Survey). Din cele 27,715 de persoane transgen și non-binare care au participat la studiu, 21% au spus că termenul "queer" le descrie cel mai bine orientarea sexuală, 18% au spus "pansexual", 16% au spus "gay, lesbiană, sau iubitor-al-aceluiași-gen", 15% au spus "heterosexual", 14% au spus "bisexual", iar 10% au spus "asexual". Și un studiu din 2019 al persoanelor trans și non-binare din Canada denumit Trans PULSE Canada a arătat că din cei 2,873 de participanți, cu referire la orientarea sexuală, 13% s-au identificat ca asexuali, 28% ca bisexuali, 13% ca gay, 15% ca lesbiene, 31% ca pansexuali, 8% ca heterosexuali, 4% ca two-spirit, și 9% ca nesiguri sau questioning.

## Problemele cu care se confruntă persoanele transgen
Transfobia se referă la convingeri, opinii, atitudini și comportamente culturale și personale negative, bazate pe prejudecăți, dezgust, frică și/sau ură față de persoanele trans sau împotriva variațiilor de identitate de gen și de exprimare a genului. Transfobia se manifestă în diverse moduri, de exemplu, ca violență fizică directă, adresare și cuvinte insultătoare, articole media discriminatorii și excludere socială. Transfobia include și forme instituționalizate de discriminare, cum ar fi criminalizarea, patologizarea sau stigmatizarea identităților de gen și a expresiilor de gen neconforme cu norma binarității de gen.
Persoanele transgen sunt discriminate de multe ori la scară mai mare decât lesbienele, homosexualii și bisexualii cisgen și se confruntă cu o multitudine de obstacole sociale, cât și structurale în a-și realiza tranziția și a le fi recunoscută oficial identitatea, situația depinzând de țară, cât și de alți factori individuali, fiecare persoană având o experiență unică.
Multe persoane transgender au de-a face cu discriminare la locul de muncă și în accesul comodităților publice (cum ar fi mijloacele de transport în comun ce necesită legitimare) și al serviciilor de sănătate. În multe locuri, ele nu sunt protejate legal de discriminare.

### Accesul la tranziție
În România, conform raportului Trans în România realizat în 2020 de Asociația ACCEPT, doar 46% din participanți trăiesc în acord cu identitatea lor de gen, în totalitate sau în mare măsură. Participanții au punctat diferiți factori ce îi împiedică să tranziționeze:
- Factori care țin de persoană:
  - Relația cu propriul corp, în unele situații în care persoana nu și-a început sau nu și-a încheiat tranziția;
  - Depresia și anxietatea pe care le trăiesc unele persoane trans;
- Factori care țin de familie și grupul de apropiați:
  - Problemele financiare și lipsa suportului din partea familiei;
  - Necesitatea acordării unor explicații dificile către familie, societate, sistemul medical și legal;
  - Opoziția părinților și încercările acestora de a „vindeca” identitatea transgender;
  - Reacția negativă a familiei (părinților sau copiilor persoanei);
- Factori care țin de societate în ansamblu:
  - Teama de opinia celorlalți, de judecățile acestora, dar și de agresiuni în public;
  - Marginalizarea și stigmatul social (transfobie și homofobie);
  - Așteptările celorlalți privind identitatea de gen și manifestările asociate acesteia (ex.masculinitate, feminitate, maternitate, paternitatea etc.);
  - Lipsa unei culturi a drepturilor omului în România;
  - Respingerea în cadrul comunității religioase;
  - Discriminarea la locul de muncă;
  - Viața într-un oraș mai mic, în care toată lumea se cunoaște.
- Factori care țin de stat și autorități:
  - Procedura dificilă, necesară pentru schimbarea numelui și a genului în România;
  - Păstrarea numelui din documente, neconcordant cu genul asumat;
  - Lipsa serviciilor medicale specializate;
  - Inaccesibilitatea terapiei cu hormoni și dificultăți în acoperirea costurilor de tratament;
  - CNP-ul și celelalte documente de identitate sau administrative care nu reflectă identitatea de gen;
  - Dificultatea de a accesa servicii medicale de calitate, chiar și în străinătate.

### La locul de muncă
Persoanele transgen care își recunosc identitatea de gen la locul de muncă riscă în mai mare măsură să fie hărțuite de colegii lor și este posibil să fie nevoite să își schimbe locul de muncă. Totodată, persoanele cărora identitatea nu le este recunoscută oficial în acte le este mai greu să se angajeze, întrucât trebuie să-și explice identitatea.
Legislația UE împotriva discriminării interzice discriminarea sexuală la locul de muncă. După cum a constatat Curtea Europeană de Justiție, o persoană transgen, care a suferit o discriminare, poate fi protejată prin interzicerea discriminării sexuale, dacă a recurs sau recurge la o redefinire completă a genului. Totuși, rămâne neclar dacă alte persoane transgen (care nu au apelat sau nu sunt în curs de a apela la o intervenție chirurgicală) sunt protejate. În 12 state membre (Austria, Belgia, Danemarca, Finlanda, Franța, Irlanda, Italia, Letonia, Marea Britanie, Olanda, Polonia și Slovacia) acest aspect este tratat ca o formă de discriminare sexuală. Totuși, de obicei, persoanele transgen nu sunt protejate în mod expres ca o categorie. Practica este, în schimb, ca instanțele naționale să le includă în aceeași categorie cu discriminarea sexuală. În 11 state membre ale UE (Bulgaria, Cehia, Cipru, Estonia, Grecia, Lituania, Luxemburg, Malta, Portugalia, România și Slovenia), discriminarea persoanelor transgen nu este considerată nici discriminare sexuală, nici discriminare pe motive legate de orientarea sexuală. Este incert dacă persoanele transgen sunt protejate în vreun fel împotriva discriminării. În două state membre (Germania și Spania), această discriminare este tratată ca discriminare pe motive legate de orientarea sexuală. În două state membre există un motiv specific de discriminare. În Ungaria acesta este „identitatea sexuală”, iar în Suedia este „identitatea sau exprimarea transgen”.

### Intersecția cu neurodivergența
Persoanele transgender au șanse considerabil mai mari decât restul populației să aibă diferite condiții de sănătate mintală. Într-un studiu despre legătura intre persoane trans și non-binare și autism, 14% din grupul trans au un diagnostic de autism, iar 28% manifestau comportament tipice autismului.